# 徳島県道146号鶴林寺線
徳島県道146号鶴林寺線（とくしまけんどう146ごう かくりんじせん）は、徳島県勝浦郡勝浦町を通る一般県道である。

## 概要
勝浦郡勝浦町の鶴林寺を起点とし、徳島県道283号和食勝浦線の交点までを結ぶ約2 kmほどの県道。全般的に狭路でありセンターラインは存在しない。徳島市方面から鶴林寺に向かう場合、徳島県道16号徳島上那賀線を経由することになる。のちに、徳島県道283号和食勝浦線にはいる。この道もセンターラインのない狭路である。

### 路線データ
- 起点：徳島県勝浦郡勝浦町生名（鶴林寺前）
- 終点：徳島県勝浦郡勝浦町生名（徳島県道283号和食勝浦線交点）
- 距離：1.476 km[1]

## 歴史
- 1988年（昭和63年）12月20日 - 徳島県道146号鶴林寺大井線として認定。
- 1995年（平成7年）4月1日 - 鶴峠から終点間が徳島県道283号和食勝浦線に。残った区間を徳島県道146号鶴林寺線として再認定。

## 地理

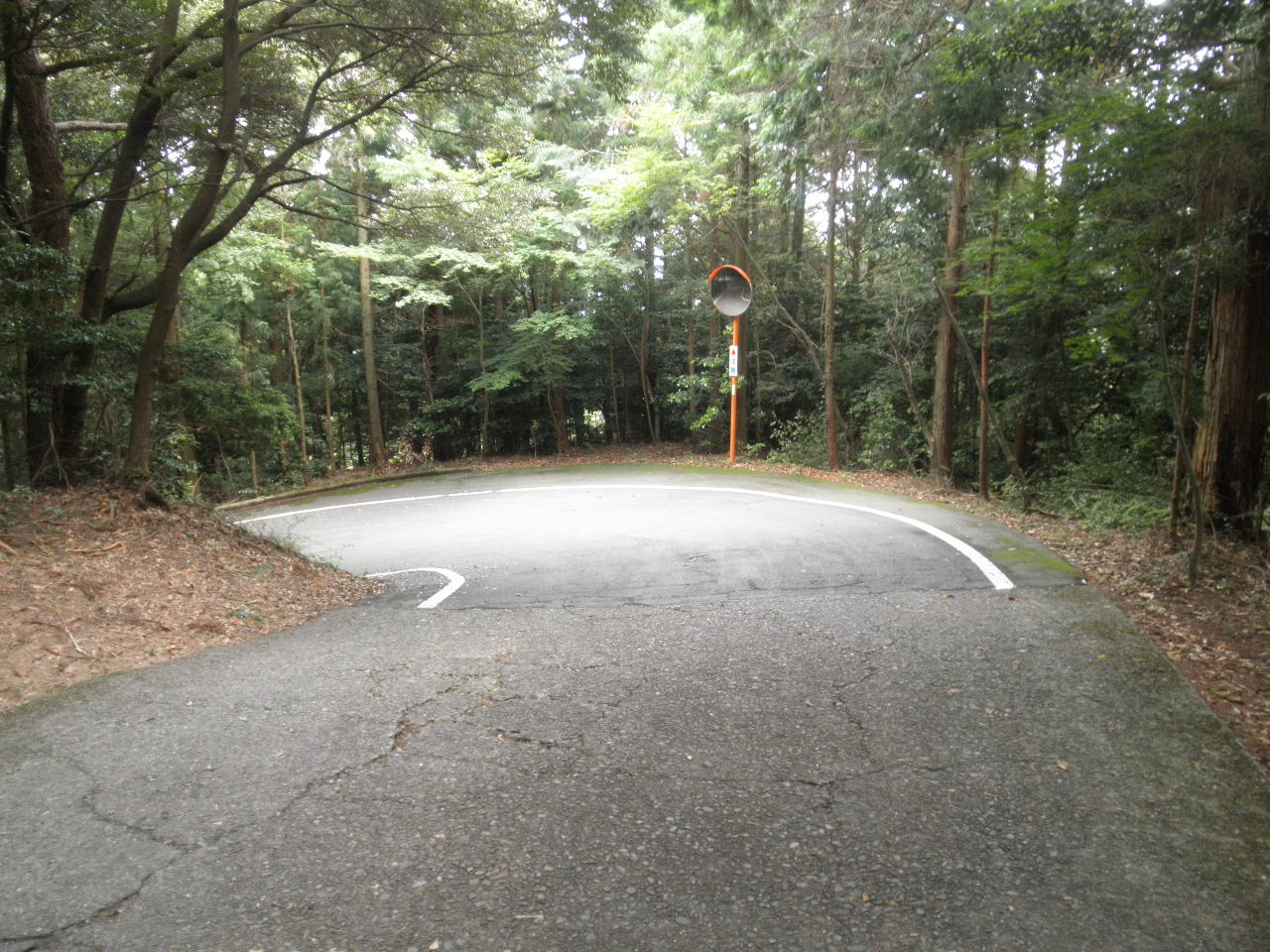
起点の場所
勝浦郡勝浦町生名字鷲ヶ尾で撮影

### 通過する自治体
- 徳島県
  - 勝浦郡勝浦町

### 交差する道路
| 交差する道路            | 交差する場所 | 交差する場所 |
| ----------------------- | ------------ | ------------ |
| 徳島県道283号和食勝浦線 | 生名         | 終点         |

### 沿線
- 鶴林寺
- 鶴峠